# Topkapi (film)
Pour les articles homonymes, voir Topkapi.
Pour plus de détails, voir Fiche technique et Distribution.
Topkapı est un film américain réalisé par Jules Dassin et sorti en 1964. Il s'agit d'une adaptation du roman The Light of Day (1962) d'Eric Ambler

## Synopsis
Elizabeth Lipp, grande amatrice de pierres précieuses, engage Walter Harper pour organiser le vol de la dague du sultan, incrustée de diamants et d'émeraudes, conservée au Palais de Topkapı à Istanbul. Lipp et Harper recrutent un acrobate, un colosse et un expert en électronique, puis se rendent à Kavala, dans le nord de la Grèce, en quête du « pigeon » qui devra passer la frontière turque avec le matériel nécessaire au cambriolage…
Harper et Lipp ont tout prévu, sauf que le « pigeon » se fasse prendre à la frontière turque avec une partie du matériel de cambriolage : un fusil qui doit servir à neutraliser le système de sécurité. Le « pigeon » est donc forcé à travailler pour la sécurité turque.
Les prouesses de l'acrobate, l'imagination créatrice de Lipp et le génie de l'organisation de Harper échouent à surpasser le double jeu du « pigeon ».

## Citation
- «...Mekoufsounous...» (Arthur Simon Simpson)

## Fiche technique
- Titre : Topkapı
- Réalisation : Jules Dassin
- Scénario : Monja Danischewsky d'après The Light of Day de Eric Ambler
- Musique : Mános Hadjidákis
- Photographie : Henri Alekan
- Décors : Max Douy
- Costumes : Theoni V. Aldredge (créditée Denny Vachlioti)
- Scripte : Lucie Lichtig
- Production : Filmways
- Affiche : Yves Thos
- Production : Jules Dassin et Lee Katz
- Société de production : Filmways
- Société de distribution : United Artists
- Pays de production :  États-Unis
- Langue originale : anglais
- Format : Technicolor - 1,35:1 - Mono - 35 mm
- Genre : film de casse, aventure, comédie et thriller
- Durée : 120 minutes
- Date de sortie :
  - États-Unis : 2 septembre 1964

## Distribution
- Melina Mercouri (VF : Elle-même) : Elizabeth Lipp
- Peter Ustinov (VF : Lui-même) : Arthur Simon Simpson
- Maximilian Schell (VF : Howard Vernon) : Walter Harper
- Robert Morley (VF : Duncan Elliott) : Cedric Page
- Jess Hahn : Hans Fisher
- Akim Tamiroff : Gerven le Grec
- Gilles Segal : Giulio
- Titos Vandis (VF : Henry Djanik) : Harback
- Joe Dassin (VF : Lui-même) : Josef
- Ege Ernart (tr)
- Senih Orkan (tr)
- Ahmet Danyal Topatan (tr)
- Despo Diamantidou

## Référence culturelle et influences
- 1965 : Le Corniaud, sorti l'année suivante, reprend l'idée du pigeon traversant la frontière au volant d'une voiture de luxe dissimulant des biens illégaux[2].
- 1966 : Mission impossible : Le producteur Bruce Geller a reconnu s'être profondément inspiré de Topkapı pour l'épisode « pilote » de sa série [3].
- 1996 : Mission impossible de Brian De Palma, qui a aussi été influencé par le film de Jules Dassin : par exemple, la séquence où un personnage est suspendu à un fil a donné à Brian De Palma l'idée de celle de son film où Ethan Hunt, interprété par Tom Cruise, commet un vol dans les locaux de la CIA, tout en étant suspendu à un câble[4].

## Distinctions
- Oscars 1965 : meilleur acteur dans un second rôle pour Peter Ustinov

### Revue de presse
- Philippe Maillat, « Topkapı », Téléciné, no 117, Paris, Fédération des Loisirs et Culture Cinématographique (FLECC), octobre-novembre 1964,  (ISSN 0049-3287)